# Rogaguado
Rogaguado nebo také Rojo Aguado je sladkovodní jezero v Bolívii. Má rozlohu 315 km² a na délku měří 27 km. Nachází se  v departementu Beni v severní části země. Nadmořská výška jezera je 135 metrů, střední hloubka se pohybuje okolo tří metrů a maximální se odhaduje na šest metrů. 
Jezero leží v regionu Llanos de Moxos na rozhraní cerrada a amazonského pralesa. Je součástí jezerní oblasti v okolí města Exaltación, která vznikla tektonickými procesy přibližně před šesti tisíci lety. Náleží do povodí řeky Madeira a jeho hlavním přítokem je Río Tapado. Na jezeře se nachází šest ostrovů, největší z nich má rozlohu přes kilometr čtvereční. Původními obyvateli okolního regionu jsou Chácobové. Na severovýchodním pobřeží jezera se nachází osada Coquinal.
Jezero se nachází v tropické oblasti, kde se průměrná roční teplota pohybuje okolo 27 °C a úhrn srážek přesahuje 1 600 mm ročně. Nejsušší část roku trvá od června do srpna a období dešťů od prosince do března. V jezeře Rogaguado žije kujaba brazilská, delfínovec amazonský a tereka velká. Početná je populace vodního ptactva, k níž patří např. volavka popelavá. Na březích jezera roste mauricie převislá. Rogaguado je významným zdrojem pitné vody, je také využíváno k rybolovu a rekreaci, avšak vzhledem ke své odlehlosti není zasaženo masovým turismem.
V roce 2024 byl zaznamenán výrazný pokles hladiny, který je přičítán klimatickému jevu La Niña.